# Nehmen Sie es wie ein Mann, Madame!
Nehmen Sie es wie ein Mann, Madame! (Originaltitel Ta’ det som en mand, frue) ist ein dänischer Kinofilm, der 1975 in die Kinos kam. Er wird als feministischer Klassiker bezeichnet.
Uraufgeführt wurde er am 24. März 1975 in Kopenhagen. Der Film wurde im Juli des Jahres bei den Internationalen Filmfestspielen Berlin gezeigt, lief ab September 1975 in Schweden, ab September 1976 in den USA und wurde im Oktober 1976 beim Toronto International Film Festival gezeigt. In Deutschland läuft der Film in dänischer Sprache mit Untertiteln.

## Handlung
Die 50-jährige Ellen Rasmussen führt das Leben einer Hausfrau in einer traditionellen Ehe der Mittelschicht. Sie war früh von der Schule abgegangen, heiratete früh und bekam zwei Kinder, die das Elternhaus inzwischen verlassen haben. Sie leidet unter der Mühsal des Hausputzes, der schlechten Laune ihres Ehemanns Erik, an lästigen Repräsentationspflichten, trinkt heimlich Alkohol und weist alle Symptome einer Neurose auf.
Sie beginnt über Geschlechterrollen und das Diktat einer Männergesellschaft nachzudenken. Sie träumt von einem Rollentausch, in dem Frauen Männerrollen übernehmen, überall Chefin sind, ihren Sekretär tätscheln und Privilegien auskosten. Männer tragen Brusttoupets, besorgen den Haushalt, betreuen die Kinder und dienen als Sexualobjekt. Aus ihrem Traum erwacht sie mit einem Schrei und erleidet einen Nervenzusammenbruch.
Um sich von ihrer Daseinsleere zu emanzipieren, absolviert sie einen Kursus für einen Büroberuf. Mehrfach werden ihre Bewerbungen für eine Anstellung wegen ihres Alters zurückgewiesen. Schließlich findet sie einen Arbeitsplatz als Angestellte in einer Fabrik. Als die Arbeiterinnen dort den gleichen Lohn für ihre Arbeit wie die Männer fordern und streiken, beteiligt sie sich daran und wird entlassen. Die Erfahrung des Streiks lehrt sie jedoch, dass Frauen Erfolg haben und Dinge verändern können, wenn sie solidarisch sind. Bei ihrem Mann bleibt sie.

## Entstehungsgeschichte
Nehmen Sie es wie ein Mann, Madame! war der erste Film von Mette Knudsen (* 1943), Elisabeth Rygård (1946–2025) und der Architektin Li Vilstrup. Sie bildeten das Kollektiv „Rote Schwester“ (Røde Søster). Die Drehbuchschreiberinnen und Regisseurinnen hatten sich 1972 bei einem Zeltlager für Frauen kennengelernt. Sie wunderten sich über die geringe Beteiligung von Frauen im Alter von 50 Jahren oder älter an dem Lager.
Anschließend führten sie Interviews mit Frauen der Altersgruppe und mit Vertretern sozialer Institutionen. Dabei untersuchten sie die Probleme von Frauen ohne Berufsausbildung bei der Suche nach einem Arbeitsplatz. Sie entschlossen sich, einen kommerziellen Film zu drehen und bildeten ein rein weibliches Produktionsteam.
Gedreht und produziert wurde der Film 1974/1975. Während der Dreharbeiten versammelten sich alle Beteiligten morgens zu einem Plenum. Alle Mitwirkenden von den Schauspielerinnen und Schauspielern bis zu den technischen Mitarbeiterinnen erhielten dieselbe Entlohnung. Finanziert wurde der Film zu 70 Prozent vom dänischen Filminstitut, weitere Unterstützung kam von einer Stiftung, außerdem verzichteten die Mitwirkenden auf einen Teil ihres Lohns.

## Kritiken
Das Lexikon des internationalen Films nannte den Film einen „weithin zutreffende[n] und witzige[n] Thesenfilm über Probleme der Gleichberechtigung in Familie, Beruf und Gesellschaft aus der Sicht einer dänischen Frauengruppe“.
Die Zeit schrieb:

„Über plane kabarettistische Scherze hinaus verdeutlicht der Film der dänischen Frauengruppe ‚Rote Schwestern‘ die Absurdität herkömmlicher Rollenverteilungen.“ Nehmen Sie es wie ein Mann, Madame! sei „ein ebenso intelligenter, präzis beobachteter wie spielerisch heiterer Agitationsfilm.“

Die Schriftstellerin Tove Ditlevsen schrieb in der dänischen Tageszeitung Politiken, am meisten habe das weibliche Publikum im Kino gelacht:

„Obwohl die Männer im Kino zu den jüngeren Jahrgängen zählten, wirkten sie leicht beleidigt: Genau wie der männliche Kritiker, der geschrieben hatte, für einen fünfzigjährigen Mann sei es auch nicht leicht, Arbeit zu finden.“